# Stenocercus festae
Espèce
Synonymes
- Liocephalus festae Peracca, 1897
- Ophryoessoides festae (Peracca, 1897)

Statut de conservation UICN

 VU B1ab(iii) : Vulnérable
Stenocercus festae est une espèce de sauriens de la famille des Tropiduridae.

## Répartition et habitat
Cette espèce est endémique d'Équateur. Elle se rencontre entre 2 300 et 3 200 m d'altitude dans les provinces d'Azuay, de Cañar et de Loja. Elle vit dans la forêt tropicale humide de montagne.

## Étymologie
Cette espèce est nommée en l'honneur d'Enrico Luigi Festa (1868–1939).

## Publication originale
- Peracca, 1897 : Viaggio del Dr. Enrico Festa nell’Ecuador e regioni vicine. IV. Rettili. Bollettino dei Musei di Zoologia ed Anatomia Comparata della R. Università di Torino, vol. 12, n. 300, p. 1-20 (texte intégral).